# Таврический национальный университет имени В. И. Вернадского
Таврический национальный университет (ТНУ) имени В. И. Вернадского (укр. Таврійський національний університет імені В. І. Вернадського) — первое высшее учебное заведение Крыма, основанное в 1918 году в Симферополе.

## История
Идея открытия Таврического университета возникла ещё в начале прошлого века. Инициатором стал член Государственного Совета Соломон Крым, выступивший 15 (28) августа 1916 года на заседании экстренной сессии Таврического губернского земского собрания с докладом о «неотложности открытия высшего учебного заведения в Таврической губернии». Впоследствии С. С. Крым являлся постоянным членом и председателем Попечительского совета университета, жертвуя личные средства для его становления.
В формировании университета принимали участие многие научные центры. Но особая роль здесь принадлежит Киевскому университету Святого Владимира, который в мае 1918 года открыл своё отделение в Ялте и направил сюда большую группу профессоров. Среди них были М. В. Довнар-Запольский, Р. И. Гельвиг, С. М. Богданов, Л. И. Кордыш, В. Г. Коренчевский, Э. А. Мейер, С. О. Коляндык, Г. А. Семека-Максимович и др. Первым ректором Таврического университета стал Роман Гельвиг.
Уже к осени 1918 года Таврический университет был полностью укомплектован преподавателями высшей квалификации. К этому времени в Крым переехали всемирно известные учёные: академики Н. И. Андрусов, В. И. Палладин, В. А. Обручев, П. П. Сушкин и др.
В конце сентября все службы Ялтинского отделения были переведены в Симферополь, а 14 октября состоялось торжественное открытие Таврического университета как самостоятельного учреждения.
В годы гражданской междоусобицы университету выпало стать главным научным центром всего региона. Академик В. И. Вернадский, возглавивший его в октябре 1920 г., отмечал, что тогда Таврический университет «представлял собой одну из самых сильных научных школ в стране». Здесь работали семь академиков (Н. И. Андрусов, М. М. Богословский, В. И. Вернадский, К. Г. Воблый, Д. А. Граве, А. Э. Кесслер, В. А. Обручев), четыре член-корреспондента (Д. В. Айналов, Н. К. Гудзий, И. А. Линиченко, Е. В. Петухов), свыше 100 профессоров (некоторые из них затем стали академиками и член-корреспондентами: Г. Н. Высоцкий, В. М. Гордон, Н. С. Кошляков, Е. Н. Павловский, Н. И. Палиенко, О. Л. Струве, Ф. В. Тарановский, Ф. Г. Яновский, Д. В. Синицын, Б. В. Чобан-Заде и др.).
Таврический университет просуществовал два с половиной года и в январе 1921 года был переименован в Крымский университет им. М. В. Фрунзе. Приём студентов вёлся строго на классовой основе, приёмные экзамены заменяло рассмотрение анкеты на мандатной комиссии. Студенты из эксплуататорских классов учившиеся в университете до 1920 года не возобновлялись.
Эта реорганизация не была единственной в его судьбе. Уже в 1925 году он станет Крымским государственным педагогическим институтом им. М. В. Фрунзе и только в 1972 году — Симферопольским государственным университетом им. М. В. Фрунзе.
С августа 1999 года наступил новый ответственный этап в жизни университета. Указом Президента Украины ему был присвоен статус национального и возвращено первоначальное название — Таврический национальный университет имени В. И. Вернадского.
В октябре 2001 года был издан Указ Президента Украины, которым университету предоставлен статус самоуправляемого (автономного) высшего учебного заведения. На это время такой статус имели только два авторитетных вуза страны — Киевский национальный университет имени Тараса Шевченко и Национальная юридическая академия имени Ярослава Мудрого.
В 2014 году агентство «Эксперт РА» присвоило университету рейтинговый класс «Е».

### После 2014 года
После аннексии Крыма российские власти в январе 2015 года создали Крымский федеральный университет, закрыв семь украинских университетов и колледжей и пять исследовательских центров. По оценкам ректора Таврического национального университета Владимира Казарина, с 76 000 обучающихся до аннексии Крыма университет потерял 50 000 человек за три года, в том числе 20 000 студентов, которые уехали на материк. Многие преподаватели уехали в Россию, материковую Украину или за границу.
Власти РФ включили ТНУ в состав новосозданного Крымского федерального университета имени В. И. Вернадского, в качестве «Таврической академии» университета. Первым директором академии с января 2015 по 2018 год был И. Н. Воронин. С 2019 года академию возглавляет С. В. Елькин.
Украинские власти, не признающие аннексию Крыма Россией, организовали переезд Таврического национального университета имени В. И. Вернадского в Киев в середине 2016 года; ректором украинского университета стал профессор В. П. Казарин. В начале 2018 года в заведении обучалось около 5000 человек: около 25 % студентов из Крыма, чуть менее 30 % из Донбасса, остальные происходят из разных регионов Украины.

## Переименования
Официальные названия по году переименования:
- 1918 — Таврический университет
- 1921 — Крымский университет имени М. В. Фрунзе.
- 1925 — Крымский государственный педагогический институт имени М. В. Фрунзе[16].
- 1972 — Симферопольский государственный университет имени М. В. Фрунзе.
- 1999 — Таврический национальный университет имени В. И. Вернадского.

## Руководство
Ректоры (директоры) по году избрания или назначения:
- 1918 − Гельвиг, Роман Иванович
- 1920 − Вернадский, Владимир Иванович
- 1921 − Байков, Александр Александрович
- 1923 − Салазкин, Сергей Сергеевич
- 1925 − Бобрышев, Сергей Тихонович
- 1927 − Вейсберг, Григорий Петрович
- 1930 − Бауман, Николай Ксаверьевич
- 1930 − Щепотьев, Александр Львович
- 1932 − Шумин, Асан Усеинович
- 1934 − Бекиров, Мустафа Эбубекирович
- 1937 − Степанов А. Н.
- 1938 − Словатенко, Николай Константинович
- 1938 − Шагин, Николай Алексеевич
- 1938 − Куликовский, Василий Васильевич
- 1941 − Боровский, Владимир Максимович
- 1945 − Чубуков, Яков Арсеньевич
- 1947 − Попов, Иннокентий Иванович
- 1952 − Киселёв, Александр Николаевич
- 1956 − Новиков, Василий Константинович
- 1960 − Переход, Александр Фёдорович
- 1977 − Апостолов, Леонид Георгиевич
- 1985 − Шеин, Александр Георгиевич
- 1988 − Сидякин, Вячеслав Григорьевич
- 1999 − Багров, Николай Васильевич